# 錫比 (布吉納法索)
錫比（Siby）為位在布吉納法索西南方的城鎮，由布克萊迪穆翁大區巴雷省錫比縣管轄。該城鎮為錫比縣的首府。2005年人口普查中該城鎮人口有3,723人。

## 友好城市
- 法國 马尔沃若勒